# Tot (déu)

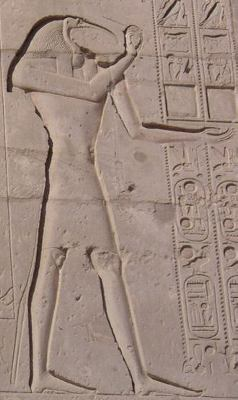
Tot a Ramesseum, Luxor

En la mitologia egípcia, Tot o Thot (en egipcià Ḏḥwtj Djeheuty; en grec antic Θώθ Thо̄th) era el déu de la saviesa, representat amb cos humà i cap d'ibis o sota la forma de babuí. Segons la mitologia era l'inventor del calendari de 365 dies, de l'escriptura jeroglífica i del llenguatge. Encarnació de la intel·ligència i de la paraula, era el dipositari de les fórmules màgiques a les quals no s'hi podia resistir cap divinitat. En el seu rol de divinitat de l'escriptura es va posicionar com a patró dels escribes. Era fill o bé de Ra o de Set. Era un company d'Astennu qui a voltes era el mateix Tot. La seva esposa (o filla, segons versions) era Seixat.
Tot era la deïtat encarregada dels llibres sagrats a la casa de la vida. Aquests llibres contenien els coneixements científics de la civilització egípcia. Entre ells es deia que hi havia el Llibre de Tot, format per quaranta-dos rotlles de papir que, suposadament, havien estat dictats pel mateix Tot i cobrien un ampli espectre de temes; des de l'astronomia, himnes a Tot, tractats de filosofia, fins a medicina. Aquestes temàtiques científiques es barrejaven amb el ritual i les pràctiques cerimonials, així com aspectes de la mitologia egípcia. Es creu que aquest recull es va perdre a l'incendi de la biblioteca d'Alexandria. Es coneix la seva existència gràcies a les referències que feien d'aquest recull altres papirs conservats.
Tot era conegut com un mediador raonable. Donà suport a Horus en el seu enfrontament amb Set i va fer de mitjancer entre Tefnut i Ra. A la Duat, l'inframon egipci, assistia a Osiris en el judici de les ànimes dels difunts. També convencé Hator (en altres versions: Tefnut) de retornar a Egipte, d'on havia fugit, després de posar-se d'acord amb Ra (en altres versions: Xu)

Els grecs l'identificaven amb el déu Hermes, com una divinitat mitjancera entre els déus i la humanitat.
| G26 | t · Z4 |

| G26 | t · Z4 |

| d | H | w | t · Z4 | R8 |

| d | H | w | t · Z4 | R8 |

| G26 · t · Z4 |

| G26 · t · Z4 |

Durant l'últim període de la història d'Egipte el culte a Tot va anar guanyant terreny i milers d'ibis foren momificats i enterrats en el seu honor.
Se'l representava amb un cap d'ibis (amb un bec que sembla la lluna creixent).
Noms alternatius: Thoth, Djeheuty, Tehuti, Tahuti, Zehuti

### El naixement de l'any de 365 dies
Originàriament, l'any tenia només tres-cents seixanta dies, però això va canviar quan Atum-Ra va descobrir una passió il·lícita entre els seus dos nets, Nut (Cel) i Geb (Terra) la unió dels quals privava el món de la seva atmosfera.
Nut i Geb estaven entrellaçats tan a prop que al món no quedava lloc entre ells per res més. Això va fer enfadar molt Atum, el qual va ordenar al seu fill i pare de Geb i Nut, Xu, déu de l'aire, la seva separació. Així doncs, Xu es va consolidar com a columna entre els seus dos infants fent honor al seu poder diví, l'aire. Així doncs, va aixecar Nut per sobre del seu cap de tal manera que van quedar separats per sempre més. Tanmateix, Nut ja estava embarassada.
Encara més enfadat Ra va infligir una maledicció sobre Nut: podia donar a llum, però no podia fer-ho en els tres-cents seixanta dies que durava l'any. Així doncs, Tot, divinitat de la saviesa i la mesura, va decidir ajudar-la desafiant els altres déus a una juguesca sobre el temps. Així, Tot va guanyar cinc dies i els va afegir a l'any existent, donant temps necessari a Nut per donar a llum als seus cinc fills Osiris, Horus, Se, Isis i Neftis.